# Aldeaquemada
Aldeaquemada là một đô thị trong tỉnh Jaén, Tây Ban Nha. Theo điều tra dân số 2006 (INE), đô thị này có dân số là 542 người.
38°24′B 3°22′T / 38,4°B 3,367°T